# Телиани
Телиа́ни (груз. თელიანი) — красное столовое марочное вино Грузии.
Выпускается с 1893 года. Изготавливается из винограда сорта Каберне Совиньон, возделываемого в микрорайоне Телиани в Кахетии. Допускается использование до 10% винограда Саперави. Виноматериалы выдерживаются в дубовых бочках в течение трёх лет.
Готовое вино обладает тонким нежным ароматом букета фиалки и красивой тёмно-рубиновой окраской, содержание спирта — 10,5—12,0 % об. при титруемой кислотности 5,5—7,0 г/л.
Законом Грузии «О контролируемых регионах происхождения вин» от 2010 года название Телиани включено в список аппеллясьонов Грузии и не может быть использовано производителями вина за пределами определенного географического региона.